# Oude Bedevaartkerk
De Oude Bedevaartkerk (Duits: Alte Wallfahrtskirche) is een beschermd monument in de Westfaalse plaats Werl. Het kerkgebouw grenst aan de bedevaartbasiliek Maria Visitatie in de oude binnenstad van Werl. Vroeger stond in deze kerk het miraculeuze genadebeeld van Werl.  

## Geschiedenis

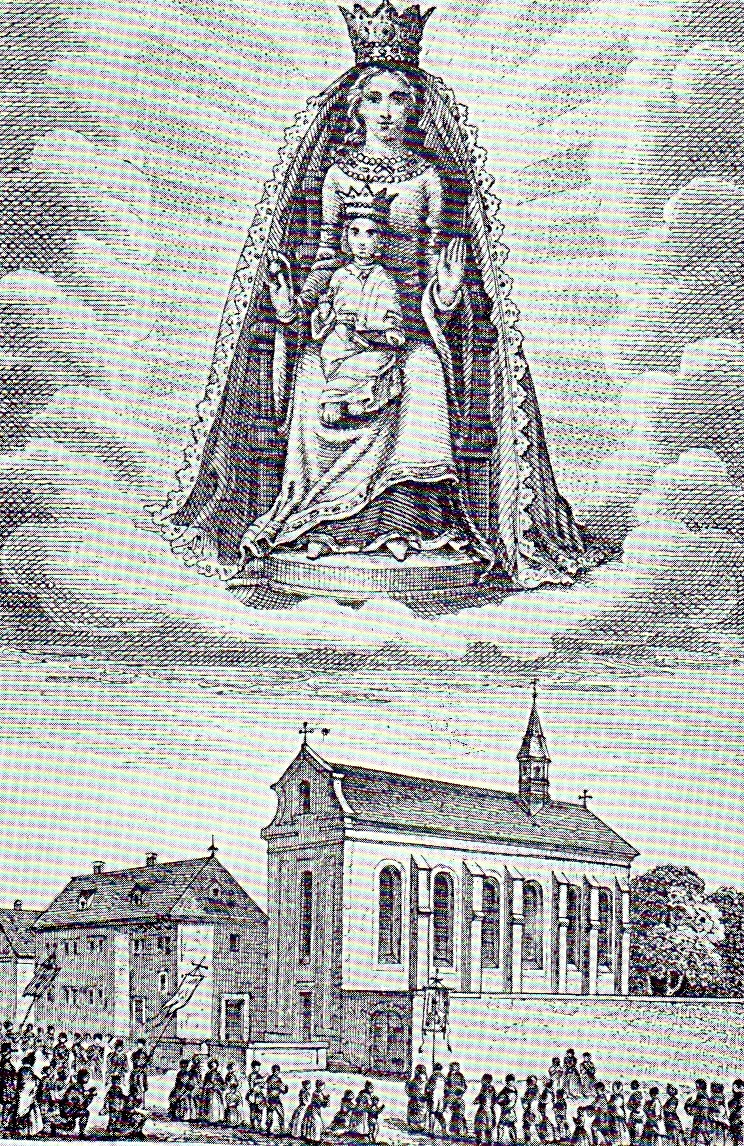
De kerk op een devotieprent ter gelegenheid van het 200-jarig jubileum van de Mariabedevaart te Werl

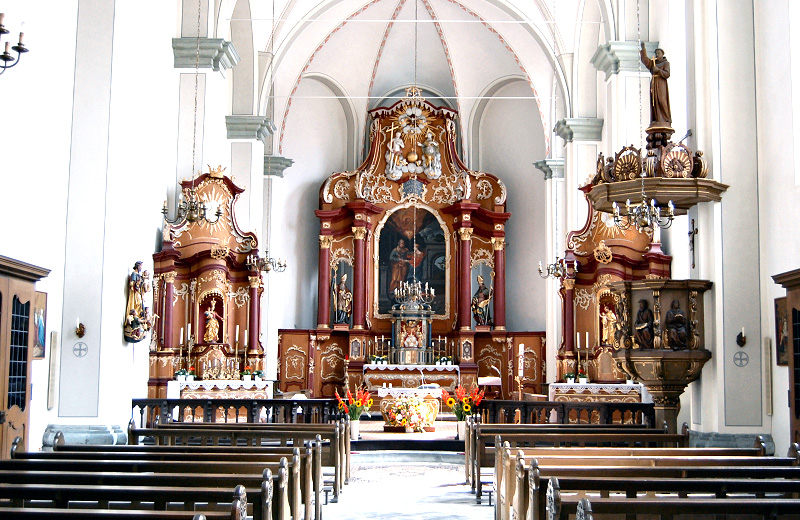
Interieur

Nadat het wonderdadige Mariabeeld tijdens de reformatie voor een lange periode op de zolder van een kerk te Soest werd verborgen, kwam het in 1661 opnieuw tevoorschijn in Werl. Het beeld trok onmiddellijk weer een stroom pelgrims aan. De in 1662 gebouwde pelgrimskerk, een kloosterkerk van de Capucijnen, werd na een periode van bouwvalligheid in de 18e eeuw afgebroken. Op dezelfde plaats werd in de jaren 1786-1789 een nieuwe kerk gebouwd. Deze kerk werd in de jaren 1904-1906 vervangen door de huidige basiliek en wordt ter onderscheiding van de nieuwe bedevaartskerk sindsdien "oude bedevaartkerk" genoemd.
Het gebouw betreft een zaalkerk van vijf traveeën met een vijfzijdig koor. Het kruisribgewelf van de kerk wordt gedragen door muurpijlers en sterk geprofileerde imposten. De kerk bezit een barok interieur uit de 18e eeuw. In 1861 werd het kerkgebouw nog eens vergroot en het oorspronkelijk rechthoekige koor vervangen door een vijfzijdige afsluiting. Eveneens werd de kerk van een dakruiter voorzien en werden er getrapte steunberen toegevoegd. De barokke voorgevel heeft een hoog rondboogvenster en daarboven een nis met een beeld van de Heilige Maagd Maria.
Het Capucijner klooster ontsnapte niet aan de gevolgen van de secularisatie. Uiteindelijk werd het klooster op last van de overheid op 4 juli 1834 opgeheven. De laatste Capucijner monnik verliet in oktober 1847 het klooster. Omdat de bedevaart ook voor de stad een belangrijke bron van inkomen was, zocht de overheid naar mogelijkheden om de bedevaart in stand te houden. Daarom richtte de overheid zich tot de bisschop van Paderborn met het verzoek om Franciscanen naar Werl te zenden. Op 4 oktober 1849 werd het Franciscaanse klooster in Werl opgericht. Tijdens de Kulturkampf werden de monniken van 1875 tot 1887 verbannen en nam de katholieke parochie de zorg voor de bedevaart over. Sinds de terugkomst van de Franciscanen in 1887 ligt de bedevaart naar Onze Lieve Vrouwe van Werl onafgebroken in de handen van de Franciscanen.
Rond de eeuwwisseling werd duidelijk dat de barokke kerk de stroom pelgrims niet meer kon verwerken. De Francisanen overwogen de kerk te laten afbreken om plaats te maken voor een monumentale nieuwbouw. Een vergunning voor de sloop werd echter geweigerd en zo werd naast de oude kerk de nieuwe bedevaartkerk gebouwd. Tegenwoordig wordt de oude bedevaartkerk veel voor huwelijksmissen gebruikt. 
Het beroemde genadebeeld stond tot de verhuizing in 1906 naar de nieuwe kerk in het linker zijaltaar opgesteld. Tegenwoordig bevindt zich daar een Mariabeeld van recenter datum. 

## Inrichting
De drie altaren dateren uit de bouwperiode van de kerk. De altaren zijn rijk versierd met zuilen en rococo-ornamenten. In het hoogaltaar bevindt zich een schilderij van Maria die haar nicht Elisabet bezoekt. De beelden stellen de heiligen Liborius (links) en Bonifatius (rechts) voor. Het altaar heeft een levendig uitgevoerde bekroning met een voorstelling van de heilige Drievuldigheid. Het hoogaltaar wordt geflankeerd door het Maria-altaar en het Antoniusaltaar.